# Univers de The Legend of Zelda
The Legend of Zelda és una franquícia de videojocs creada pels dissenyadors de videojocs japonesos Shigeru Miyamoto i Takashi Tezuka. Està desenvolupat i publicat principalment per Nintendo. L′univers de la sèrie The Legend of Zelda està format per una varietat de terres, la més predominant és Hyrule. (ハイラル, Hairaru). La franquícia està ambientada en un món fantàstic que recorda l'Europa medieval i consta de diversos llocs, races i criatures recurrents. La població més destacada de la sèrie són els Hylians, una raça humanoide amb trets elfins, que es poden identificar per les seves orelles llargues i punxegudes. El món del joc va acompanyat d'una història de ficció detallada que conté un mite de la creació, diversos alfabets de ficció, el més destacat és Hylian, i una moneda universal fictícia anomenada «rupia». La majoria dels jocs de la sèrie The Legend of Zelda segueixen una història similar, que inclou el protagonista Link lluitant contra monstres per salvar la Princesa Zelda i derrotar a un malvat vilà que sovint és el principal antagonista de la sèrie, Ganon. Nintendo va desenvolupar la història de ficció en una complexa línia de temps que abasta la sèrie i narra milers d'anys d'història de ficció.
Hyrule es va crear com a escenari original del videojoc de 1986 The Legend of Zelda i s'ha mantingut com el principal entorn de ficció per als successius jocs de la sèrie. Inspirats en els jocs de masmorres, Miyamoto i Tezuka van desenvolupar un món d'alta fantasia en forma de mapa 2D ple de monstres, trencaclosques i masmorres. Hyrule va passar a un entorn 3D amb el desenvolupament del videojoc de 1998 Ocarina of Time. Per a Breath of the Wild llançat el 2017, Nintendo va desenvolupar Hyrule en un món obert sense límits. Des del llançament del joc original, la sèrie ha estat un èxit comercial i de crítica. Ha introduït innovacions de referència en el disseny mundial que han influït des de llavors en nombrosos desenvolupadors de la indústria dels videojocs.

## Resum
La sèrie The Legend of Zelda està ambientada en un món de fantasia que va aparèixer per primera vegada al videojoc original de 1986 The Legend of Zelda, que va ser desenvolupat i publicat per Nintendo. El joc va presentar Hyrule com el món de ficció predominant i el protagonista de la sèrie anomenat Link, un nen o jove hylian que és el personatge del jugador. La història de cada joc varia, però segueix un tema general comú que implica que en Link viatgi per Hyrule per rescatar una princesa màgica anomenada Princesa Zelda i salvi el món d'un antagonista malvat, que normalment és el vilà principal de la sèrie, Ganon. Un element argumental recurrent en els jocs és els intents repetits de Ganon d'obtenir un artefacte místic anomenat Triforça per posseir el poder suprem. Tot i que en Link i la Zelda tenen aparicions semblants a tots els jocs, són personatges diferents que reapareixen al llarg de milers d'anys a la cronologia fictícia sempre que el mal amenaça el món. Skyward Sword es va establir com l'inici de la història de ficció i implica que l'antagonista Demise maleeix les primeres encarnacions d'en Link i la Zelda perquè els seus descendents apareguin per sempre en un cicle interminable per protegir Hyrule del mal.

## Hyrule

### Concepte i disseny
"Vaig anar d'excursió i vaig trobar un llac. Va ser tota una sorpresa per a mi ensopegar-hi. Quan vaig viatjar per tot el país sense mapa, intentant trobar el meu camí, ensopegant-m'he amb coses sorprenents, em vaig adonar de com se sentia anar a una aventura com aquesta". 
El dissenyador de videojocs japonès Shigeru Miyamoto va concebre la terra d'Hyrule com l'escenari del videojoc original de 1986 The Legend of Zelda. Va descriure Hyrule com "un jardí en miniatura que pots posar en un calaix i tornar a visitar quan vulguis". Es va inspirar en el camp de Kyoto que havia explorat durant la seva infància i va voler recrear l'experiència de l'aventura i el descobriment. Al costat de l'escriptor Takashi Tezuka, Miyamoto va crear un món fantàstic a l'estil d'autors de fantasia com Tolkien, que es va veure des d'una perspectiva de dalt a baix. Estava ple de personatges colorits, monstres i masmorres perquè el jugador els explorés.

#### Disseny del món 2D
Miyamoto i Tezuka van començar a treballar en The Legend of Zelda durant el desenvolupament de Super Mario Bros. Inicialment, el joc no presentava un sobremón. A Hyrule Historia, Miyamoto va dir que Nintendo tenia com a objectiu desenvolupar un títol de llançament per al Famicom. Un dels primers jocs es va dissenyar inicialment per fer ús de la capacitat del sistema de disc per reescriure dades, permetent als jugadors crear masmorres i explorar les creacions d'altres jugadors. Va explicar: "Vam fer un joc per a un jugador amb masmorres sota les muntanyes que envoltaven la Muntanya de la Mort, però no vam poder treure la sensació de "Jo també vull jugar a sobre del subsol!", així que vam afegir boscos i llacs i, finalment, el Camp d'Hyrule".
Les primeres especificacions van ser redactades en una pissarra blanca per Miyamoto i després copiades en un document l'1 de febrer de 1985. El document detallava els conceptes primerencs dels elements i enemics que apareixeran més tard al joc, com ara una brúixola, arcs i fletxes i un bumerang. , i "Hakkai", un nom antic donat a Ganon. Això es va convertir en esbossos aproximats per a diversos articles i enemics durant les dues setmanes següents. El nom del joc encara no s'havia decidit, de manera que el títol només es va etiquetar "Aventura". Es va utilitzar paper llarg per crear el primer mapa terrestre d'Hyrule, que va ser desenvolupat per Tezuka i Miyamoto asseguts l'un al costat de l'altre i dibuixant junts. Miyamoto va dir que el nom "Hyrule" semblava l'opció perfecta durant una discussió per trobar un nom per a una regió d'alta fantasia. Al Japó, el joc The Legend of Zelda es va llançar com The Hyrule Fantasy, que gairebé va ser escollit com a nom per a tota la franquícia, però es va abandonar després del primer joc. Miyamoto va dir que això podria haver estat degut a que el nom era massa semblant a Final Fantasy, que va ser llançat poc després.
El mapa original d'Hyrule va ser dissenyat per fomentar l'exploració i el descobriment, i va requerir fins a diverses hores per navegar. El mapa és no lineal, de manera que els jugadors poden triar lliurement entre diversos camins no marcats, amb només algunes zones inaccessibles al principi. Miyamoto va ser influenciat per The Black Onyx i Ultima, dos jocs que se centren al voltant de la fantasia dels jocs de masmorres. El món Zelda es va definir pels seus laberints, habitacions amagades i tresors. Les nou masmorres del joc van ser dissenyades per ser difícils de localitzar, obligant els jugadors a descobrir els secrets del mapa amb poca ajuda. A més del seu inframón, el mapa d'Hyrule consta d'un gran sobremón creat a partir d'una estructura de quadrícula que és molt més gran del que es pot mostrar en una sola pantalla. Té 16 illes d'amplada i vuit illes d'alçada i comprèn 128 àrees. Miyamoto va dir que els mapes del joc s'incloïen a Amèrica del Nord: "Els mapes incloïen diverses pistes, però per ser sincer, vaig pensar que seria més divertit jugar el joc sense cap ajuda. Així que vam segellar el mapa, amb un missatge de lectura. "Només heu d'utilitzar el mapa i els consells estratègics com a últim recurs"". Els jugadors havien de començar la seva aventura al centre d'Hyrule i utilitzar només l'instint per trobar un vell dins d'una cova que li dona una espasa a Link i declara: "És perillós anar sol!". Mentre naveguen pel món d'Hyrule i els seus nombrosos enemics perillosos, els jugadors hauran de trobar eventualment les masmorres, cadascuna de les quals inclou diversos enemics, elements i un enemic.
El concepte de joc de rol va ser una experiència nova per als jugadors dels anys vuitanta. La jugabilitat va divergir dels jocs de ritme trepidant que solen trobar-se en recreatius com Super Mario Bros, oferint als jugadors un món obert per explorar, trencaclosques per resoldre i una història de fantasia que se centra en un protagonista que s'embarca en una aventura per salvar una princesa d'un malvat dolent i portar la pau a Hyrule. El nou concepte de joc va causar preocupació a la gestió de Nintendo. L'any 2003, Miyamoto va declarar en una entrevista per a la revista Superplay: "Recordo que estàvem molt nerviosos, perquè The Legend Of Zelda va ser el nostre primer joc que va obligar els jugadors a pensar què havien de fer després. Teníem por que els jugadors s'avorririen i s'estressarien pel nou concepte". Durant la fase de proves, els jugadors es van queixar de perdre's dins les masmorres del joc, però en lloc de fer el joc més simplista, Miyamoto va decidir fer-ho més difícil eliminant l'espasa d'en Link al començament del joc i obligant els jugadors a localitzar-lo. Volia animar els jugadors a comunicar-se entre ells mentre resolen els trencaclosques del joc.

#### Transició al 3D

Mapa del regne d'Hyrule a The Legend of Zelda: Ocarina of Time

Hyrule va continuar evolucionant al llarg dels jocs successius. La transició d'un món 2D a 3D es va produir amb el llançament d′Ocarina of Time, a causa de les capacitats de la Nintendo 64, que donava als jugadors l'oportunitat d'experimentar un entorn de joc més realista. El món 3D també va anar acompanyat d'una història de ficció en expansió que va establir les bases d'altres jocs de la sèrie dins d'una cronologia oficial de ficció. Les masmorres del joc eren úniques i connectades amb una àrea específica d'Hyrule i els seus habitants. Es van introduir diverses races recurrents, com ara els Gorons, Zora i Gerudo, i se'ls va donar una història i una cultura diferents. El Camp d'Hyrule, una àmplia zona d'herba oberta, es va situar al centre d'Hyrule, actuant com un centre que connecta altres àrees per crear la il·lusió d'un món vast. La mecànica de viatges en el temps del joc també va introduir una versió fosca del Regne d'Hyrule, una terra corrompuda per la influència de Ganondorf, amb Hyrule Castle Town en ruïnes i zombis com els seus habitants.
A causa de les preocupacions sobre les limitacions de la Nintendo 64, Miyamoto va concebre inicialment que el joc es desenvolupava dins d'un centre cap als confins del castell de Ganon, similar al castell de Peach a Super Mario 64. Va descriure Ocarina of Time com un "projecte enorme" a causa del fet que implicava fer l'entorn del joc a partir de polígons 3D i era més gran a escala que qualsevol cosa que havia treballat anteriorment. Va dir que s'havia plantejat el joc centrant-se primer en quins tipus de personatges volia incloure, més que en la història o les funcions del joc. Ocarina of Time va ser dissenyat amb diverses innovacions per ajudar el jugador a navegar pel món 3D expansiu i interactuar amb l'entorn. El sistema de càmeres va ser dissenyat per integrar-se amb el món 3D d'Hyrule, donant al jugador una sensació de perspectiva i fent un seguiment dels moviments d'en Link. El sistema d'orientació Z del joc es va crear per oferir al jugador una manera senzilla de bloquejar i interactuar amb objectes, personatges i enemics del món del joc. El joc també va fer ús de controls sensibles al context mitjançant el botó A per a una sèrie d'interaccions, com ara muntar un cavall o obrir un cofre del tresor. Aquestes característiques van ser fites per a Nintendo i van influir en el desenvolupament del món 3D dins de la indústria dels jocs.
Durant el desenvolupament, el personal va dedicar menys temps a desenvolupar les masmorres. Segons Miyamoto: "En lloc de traçar el teu camí a través d'un laberint, crec que el que és més important és una sensació de por, una sensació de pressió i, per descomptat, una oportunitat per trobar secrets i resoldre trencaclosques; hauríem de buscar una immediatesa emocional, la sensació que hi ets realment". Hyrule i els seus personatges a Ocarina of Time es van representar amb un estil artístic que derivava cap a la fantasia occidental, tot i que Miyamoto va dir que no hi havia una replicació intencionada d'elements culturals d'un país concret. Els personatges fantàstics d'Hyrule es van inspirar parcialment en la sèrie de televisió nord-americana Twin Peaks. En una entrevista, Takashi Tezuka va dir que havia utilitzat la sèrie com a inspiració per crear Link's Awakening: "Després d'això, a The Legend of Zelda: Ocarina of Time i The Legend of Zelda: Majora's Mask, van aparèixer tota mena de personatges sospitosos". Molts actius i models de personatges del joc es van reutilitzar més tard per a Majora's Mask, tant amb finalitats estilístiques com per estalviar temps de desenvolupament.

#### Concepte a l'aire lliure
El productor Eiji Aonuma es va acostar Breath of the Wild trencant les convencions de jocs anteriors. Va explicar que a Ocarina of Time, el món del joc presentava "rutes" per ajudar els jugadors a navegar per l'entorn 3D sense perdre's, però que certs bloquejos havien provocat que els jugadors se sentissin frustrats. Per contra, l'Hyrule de Breath of the Wild va ser dissenyat per permetre al jugador explorar un món vast de la manera que li agradi. El director sènior de màrqueting de productes de Nintendo Bill Trinen va descriure el joc com "a l'aire lliure": "Miro aquest joc i veig un món que està totalment integrat en l'exploració i l'aventura. No és només un món que estàs passant. És una mena de món del qual formes part". El món del joc es va beneficiar dels avenços en el maquinari de Nintendo. Els jocs anteriors havien estat restringits per la tecnologia disponible, creant la necessitat de separar Hyrule en àrees de connexió individuals, però ara el món del joc es podia experimentar com un entorn perfecte. El concepte d'un entorn "a l'aire lliure" va començar durant el treball a The Wind Waker. Aonuma va dir que volia eliminar les petites àrees de connexió de The Wind Waker i substituir-les per extensions obertes, però el món va acabar sent més petit del que pretenia.
"A Breath of the Wild, el fet que el món estigui recolzat per un motor físic coherent té un gran efecte en les possibles accions. Sembla obvi, però per exemple, si empenyes una roca, rodarà segons el pendent. Volíem que la gent pogués sentir les coses d'una manera "realista", trencar o moure's per objectes grans del joc i creure que podrien haver tingut la mateixa sensació a la vida real. Aquesta experiència viscuda físicament és molt important".
El món obert de Breath of the Wild' es va inspirar en altres videojocs. El director del joc Hidemaro Fujibayashi va citar Minecraft i Terraria com les seves inspiracions per "el sentit de l'aventura, l'exploració i com va inspirar la curiositat". Aonuma també va esmentar diversos altres jocs als quals havia jugat, inclosos The Witcher, Far Cry i The Elder Scrolls V: Skyrim. També va citar Skyward Sword com la base de moltes de les mecàniques del món, com ara la capacitat d'escalar i explorar entre zones. L'equip de desenvolupament va començar Breath of the Wild treballant en un prototip 2D d'Hyrule per provar les interaccions entre objectes. Això es va convertir en un complex motor de física i química que presentaria un nivell més alt de realisme. El motor de química va permetre que elements, com ara el foc, l'aigua i l'electricitat interactuessin entre ells i els objectes del món del joc. Això va ser dissenyat per oferir al jugador un joc més interactiu que es va encunyar com a "joc de reacció química". Hyrule a Breath of the Wild es va representar amb un estil artístic que es basava en les imatges estilitzades de The Wind Waker, però es va convertir en un estil més realista i detallat. La civilització dels hylians es va desenvolupar centrant-se en el seu castell a l'estil de l'Europa medieval per tornar a les arrels de la sèrie, mentre que les antigues característiques tecnològiques dels Sheikah es van inspirar en el període Jōmon de la història japonesa.
Fujibayashi va afirmar que el disseny d'Hyrule a Breath of the Wild es va inspirar en part en la seva ciutat natal de Kyoto: "Vaig agafar un mapa de Kyoto i el vaig superposar al món del joc, i vaig intentar imaginar-me anar a llocs que conec a Kyoto. Jo pensaria "Es necessita tant de temps per anar del punt A al punt B, així que com es tradueix això al joc?" I així va ser com vam començar a traçar el món a Breath of the Wild". L'equip de desenvolupament va utilitzar els punts de referència a Kyoto com a forma de comparar la distància entre els punts de referència al món del joc, cosa que va ajudar el personal durant el desenvolupament del joc. Aquesta mesura de distància va permetre que Hyrule s'escalés a un món enorme que sembla dotze vegades la mida del seu predecessor a Twilight Princess.
Per a Tears of the Kingdom, Aonuma va utilitzar el mateix mapa d'Hyrule que el que van experimentar els jugadors a Breath of the Wild per crear una continuació del mateix món. Hyrule es va ampliar àmpliament, introduint Sky Islands al mapa per posar èmfasi en el joc vertical. A més de la seva expansió celeste, el joc va introduir les «Profunditats», una àmplia àrea negra com a terra sota la superfície d'Hyrule. Aonuma va dir que l'equip de desenvolupament havia après lliçons de Skyward Sword, on Link estava restringit pel maquinari per baixar des de punts concrets. Va explicar que l'equip havia volgut crear la capacitat de "travessar un món que no només està connectat horitzontalment en un únic món, sinó que també està connectat verticalment", assenyalant la sensació de llibertat que experimenta el jugador en submergir-s'hi.

### Representació
El Regne d'Hyrule, (ハイラル王国, Hairaru Ōkoku) una terra de fantasia basada en el temps medieval, és l'escenari principal de la sèrie, que va aparèixer per primera vegada a The Legend of Zelda. Moltes de les seves àrees tenen aparicions recurrents al llarg de la sèrie, com el castell d'Hyrule, el Bosc Perdut, Poble Kakariko, Muntanya de la Mort i Llac Hylia.
Hyrule va ser formada per tres deesses Din, (ディン, Din) Farore, (フロル, Faroru) i Nayru. (ネール, Nēru) que s'estableix a Ocarina of Time quan Din va crear la geografia física del regne, Nayru va crear les lleis físiques per governar la terra, i Farore va crear les races per defensar la llei i la flora i fauna que habiten el món. Un cop les deesses havien completat les seves tasques, van marxar cap al cel i van deixar enrere tres triangles daurats. En aquests, posen el seu poder per governar totes les coses; aquesta relíquia es va conèixer com la Triforça. Skyward Sword va ampliar la història de ficció detallant l'ascens de Rei Dimoni Demise i les seves forces fosques que intenten prendre la Triforça i destruir el món. La deessa Hylia es queda per protegir la Triforça i lidera un exèrcit de persones lliures a la batalla per debilitar Demise i segellar-lo del món. El regne en si es va anomenar Hyrule després de la seva raça dominant, els Hylians, que van establir un regne a tot el país. El regne està governat per la Família Reial d'Hyrule, en la qual sovint neixen les diferents encarnacions de la Princesa Zelda.
L'alfabet hilià és un xifrat d'anglès o japonès que apareix per primera vegada a A Link to the Past, on s'identifica com "l'antiga llengua dels hylians" i es compon de símbols que en Link ha de traduir per al progrés. Al Japó, una explicació de l'alfabet hilià es va escriure a la part posterior del manual d'instruccions de The Wind Waker amb un sistema d'escriptura fonogràfica, o sil·labari, com la llengua japonesa. Des de la seva primera aparició, s'han desenvolupat i desxifrat cinc escriptures hilianes més: l'Antic Sil·labari Hilià utilitzat a Ocarina of Time, el Sil·labari Hilià Modern utilitzat a The Wind Waker, l'alfabet hilià utilitzat a Skyward Sword, l'alfabet hilià utilitzat a A Link Between Worlds, i l'alfabet hilià utilitzat a Twilight Princess. Els tres primers s'utilitzen per transcriure el japonès, mentre que els tres últims s'utilitzen per transcriure l'anglès. amb un total de sis variacions d'escriptura hiliana. Posteriorment han aparegut idiomes addicionals a la sèrie. La llengua dels Gerudo es va introduir a Ocarina of Time, una llengua escrita i parlada que és semblant al hilià i s'escriu amb lletres allargades i filoses. La llengua Sheikah es va introduir a Breath of the Wild i consta d'un alfabet complet de símbols de forma quadrada. Els jugadors han desxifrat aquests idiomes per traduir nombrosos signes i inscripcions que es troben habitualment a Hyrule.
La moneda universal d'Hyrule és la rupia. Tot i que comparteix el seu nom amb la moneda del món real, Miyamoto va dir en una entrevista que això no va ser intencionat i que va triar la paraula perquè semblava maca i sonava a "robí". Les rupies s'assemblen a cristalls hexagonals o gemmes i vénen en diversos colors que determinen el seu valor. Al manual del joc original, la moneda es deia rubí però això es va canviar a rupies en jocs posteriors. Els jocs posteriors van introduir més colors i mides per a les rupies, cadascun denota un valor específic. En general, les rupies verdes tenen el menor valor, mentre que les rupies d'or i plata són les més valuoses.

### Geografia hiruliana
Tot i que la geografia d'Hyrule varia d'un joc a un altre, normalment presenta una sèrie de fites geogràfiques recurrents, que apareixen en diferents ubicacions entre si segons el joc.
- Death Mountain (デスマウンテン, Desu Maunten) («Muntanya de la Mort») és una gran muntanya volcànica situada al nord d'Hyrule. Va existir al joc original The Legend of Zelda i ha fet aparicions repetides a través de la sèrie fins a Breath of the Wild. A Twilight Princess es revela que forma part d'una serralada de la província d'Eldin anomenada muntanyes d'Eldin. Els principals habitants de la Muntanya de la Mort són els Gorons, una raça de golems menjadors de roques que minen les muntanyes a la recerca de menjar i les muntanyes estan plenes de coves com a resultat de les seves activitats mineres.[60]
- Ganon's Castle (ガノン城, Ganon-jō) («Castell de Ganon») és la fortalesa de Ganon, i ha actuat com a camp de batalla entre ell i en Link en diversos jocs. A Ocarina of Time, en Link viatja al futur i descobreix que s'ha construït en lloc del castell d'Hyrule.[61]
- Hyrule Castle (ハイラル城, Hairaru-jō) («Castell d'Hyrule») és la llar de la família reial d'Hyrule. La primera aparició del castell va ser a A Link to the Past, el tercer joc de la sèrie. És un símbol del poder de la monarquia d'Hyrule i és freqüentment l'objectiu principal dels enemics d'Hyrule, en particular Ganon. Sovint és una àrea central on en Link ha d'entrar durant la seva recerca.[62]
- Kakariko Village (カカリコ村, Kakariko-mura) («Poble Kakariko») és un poble que apareix per primera vegada a A Link to the Past i des de llavors ha reaparegut a Ocarina of Time, Four Swords Adventures, Twilight Princess, A Link Between Worlds, Breath of the Wild i Tears of the Kingdom. El poble Kakariko sovint es presenta com una ciutat petita i pròspera que va ser fundada originalment per la Sheikah.[63] A Twilight Princess, els Shadow Beasts han segrestat la majoria dels vilatans, fent que la ciutat sembli una ciutat fantasma. A Breath of the Wild, el poble ha sobreviscut a la Gran Calamitat i està habitat pels Sheikah.[64]
- Lake Hylia (ハイリア湖, Hairia-ko) («Llac Hylia») és el llac d'aigua dolça més gran d'Hyrule. Normalment inclou objectes col·leccionables i un o més calabossos. En Link sovint es troba amb membres de la raça Zora en aquest lloc.[65]
- El Lost Woods (迷いの森, Mayoi no Mori) («Bosc perdut») és un gran bosc encantat que apareix en diversos títols, començant per The Legend of Zelda. Llar dels Kokiri, els Koroks i les Fades, la seva estructura en forma de laberint condueix a viatges en cercles tret que prenguin el camí correcte pel bosc. Els rumors al joc diuen que els que es perden es converteixen en Stalfos.[66] En diversos jocs, el Gran Arbre Deku i/o l'Espasa Mestra es poden trobar en un santuari allà.[67]
- Spectacle Rock (めがね岩, Megane Iwa) («Roca Espectacle») és un lloc format per dues grans formacions rocoses una al costat de l'altra que s'assemblen a un parell d'ulleres. Allotjava l'últim calabós del joc original. Normalment s'associa amb la Muntanya de la Mort, però es troba a les terres altes de Gerudo a Breath of the Wild. També apareix a Zelda II: The Adventure of Link, A Link to the Past, i A Link Between Worlds.[68]
- Temple of Time (時の神殿, Toki no Shinden) («Temple del Temps») és el temple que allotja l'Espasa Mestra en diversos jocs.[69] El temple també s'utilitza per recórrer el temps (sobretot a Ocarina of Time), permetent al jugador viatjar entre el passat i el futur.[69] En alguns jocs, també serveix com a masmorra.[70]

## Objectes

### Triforça

La Triforça es representa com tres triangles daurats units.

La Triforça, (トライフォース, Toraifōsu) També anomenat "El poder dels déus" i el "Triangle d'or", és una relíquia sagrada triangular deixada pels tres Deesses daurades quan van crear Hyrule. Està format per tres triangles més petits coneguts com la «Triforça del Poder», la «Triforça de la Saviesa» i la «Triforça del Coratge». Aquests encarnen les essències de la les seves respectives deesses, i presenten una lluita de poder i un equilibri moral entre els personatges centrals, Ganon, Zelda i Link. La Triforça va aparèixer per primera vegada al joc original com un punt focal de la trama, que implica en Ganon robant la Triforça del Poder, i en Link buscant les peces disperses de la Triforça de la Saviesa per aturar en Ganon i protegir Hyrule del mal. La Triforça del Coratge es va presentar a The Adventure of Link com a tercera peça. Quan s'uneixen, la Triforça permet a qui la toca demanar un desig que normalment dura fins que mor o el desig es compleix. Si qui el troba no posseeix un equilibri de les tres virtuts que representa, les peces es divideixen en els seus tres components i el trobador es queda amb la que representa la característica que més valoren.

### Master Sword
La Master Sword, (マスターソード, Masutā Sōdo) «Espassa Mestre» també coneguda com "L'Espassa de la Maledicció del Dimoni", l'"Espasa de la Resurrecció" o l'"espasa que segella la foscor" és una divina, espasa màgica que és l'arma característica d'en Link en la seva recerca per salvar Hyrule. És una de les poques armes capaços de fer mal en Ganon i una clau per al Regne Sagrat. Presentat per primera vegada a A Link To The Past, té el poder de "repel·lir el mal", cosa que li permet vèncer la poderosa màgia fosca i matar éssers malvats i demoniancs que d'altra manera no poden ser perjudicats per l'armament convencional. A Skyward Sword, es revela que la fulla va començar originalment com la Goddess Sword «Espassa de la Deessa», que està habitada per un esperit femení sensible anomenat Fi. Cap al final del joc, l'Espasa de la Deessa es transforma en l'Espasa Mestra després d'haver estat infusa amb Tres Flames Sagrades, i la forma espiritual de Fi deixa de ser una vegada que l'Espasa Mestra absorbeix les restes del Rei Dimoni Demise. L'espasa tradicionalment descansa en un pedestal de pedra amagat en un lloc sacrosant indígena d'Hyrule, com ara el Temple del Temps o el Bosc Perdut. De manera semblant a l'Espasa a la pedra, l'Espasa Mestra només pot ser eliminada per algú que sigui digne d'empunyar-la.

## Altres terres i mons
Hyrule és l'escenari principal recurrent de la sèrie The Legend of Zelda, però diversos jocs es desenvolupen fora d'Hyrule en altres terres, regnes i mons paral·lels. La relació geogràfica entre Hyrule i aquests altres mons no està clarament definida.
- El Dark World (闇の世界, Yami no Sekai) («Món Obscur») és un món paral·lel a Hyrule que apareix a A Link to the Past. És una versió més fosca d'Hyrule, que es coneix com el món de la llum.[76]
- The Great Sea (大海原, Ōunabara) («Mar Gran») és l'escenari de The Wind Waker i Phantom Hourglass, format després d'un diluvi va inundar Hyrule. Només uns quants cims de les muntanyes encara són visibles per sobre de l'aigua, i aquests formen les illes i arxipèlags del Mar Gran. A causa de la mida relativament petita de les moltes illes, les grans extensions d'oceà entre cada illa requereixen que el jugador utilitzi cartes per navegar d'illa a illa.[77]
- Holodrum (ホロドラム, Horodoramu) és una terra a la qual viatja en Link a Oracle of Seasons. La troba Din, que posteriorment és capturat pel general de la foscor, Onox. La captura de Din fa que les quatre temporades a Holodrum caiguin en el caos. Holodrum està protegit per un arbre enorme anomenat Arbre Maku. En Link finalment dissipa la foscor amb una gran llavor de Maku.[76]
- Hytopia (ドレース王国, Dorēsu Ōkoku) és un regne que és l'escenari principal de Triforce Heroes. El joc se centra en el tema de la moda i implica que en Link intenta ajudar la princesa Styla, que ha estat maleïda perquè porti un mono.[78]
- Koholint Island (コホリント島, Kohorinto-tō) («Illa Koholint») és l'escenari de Link's Awakening. En Link és derrotat a l'illa de Koholint després d'una terrible tempesta. Un ou gegant es troba a la part superior del cim més alt de l'illa. Per escapar de l'illa, en Link ha de despertar el «Peix del Vent». Més tard descobreix que despertar el Peix del Vent farà que l'illa desaparegui, ja que només existeix en els somnis del Peix del Vent. En Link escapa de l'illa despertant el Peix del Vent però, com a resultat, l'illa Koholint deixa d'existir.[76]
- Labrynna (ラブレンヌ, Raburennu) és una terra que apareix a Oracle of Ages. En una història similar a la d'Holodrum, la terra de Labrynna es veu llançada al caos quan Nayru és posseïda per una bruixa anomenada Veran, la qual cosa fa que el flux del temps es vegi interromput.[76]
- Lorule (ロウラル, Rouraru) és un món paral·lel a Hyrule a A Link Between Worlds. És similar a Hyrule en geografia i està governat per l'homòleg Loruleà de la princesa Zelda, la princesa Hilda. Igual que Hyrule, Lorule originalment tenia la seva pròpia Triforça i va ser la font de diversos conflictes. No obstant això, la família reial de Lorule va decidir destruir la Triforça en un intent de posar fi al conflicte, només per provocar una calamitat al seu món com a resultat.[76]
- New Hyrule (新生ハイラル王国, Shinsei Hairuru Ōkoku) («Nova Hyrule») és un regne fundat per en Link i Tetra arran dels esdeveniments de Phantom Hourglass, i es veu exclusivament a Spirit Tracks . Nova Hyrule és la llar de les Spirit Tracks, vies de tren màgiques creades pels Spirits of Good (les deïtats guardianes del país) que connecten les quatre seccions del continent i permeten viatjar en tren entre elles.[79]
- Skyloft (スカイロフト, Sukairofuto) és un grup de grans illes flotants a Skyward Sword, creades quan la deessa Hylia va utilitzar l'últim del seu poder per aixecar el que quedava dels hylians supervivents juntament amb una parcel·la de terra que encara estava lliure durant la Gran Guerra amb la Desaparició. Sota els núvols hi ha "la Superfície".[80]
- Termina (タルミナ, Tarumina) és un món paral·lel a Hyrule que serveix com a escenari principal de Majora's Mask. En Link cau en aquest món des d'un portal a les profunditats dels Boscos Perduts. La terra i els seus ciutadans són molt semblants a la d'Hyrule. Termina està dividida en quatre regions diferents, custodiades per quatre deïtats gegants: el Woodfall del pantà, llar dels Deku Scrubs, al sud; les gelades muntanyes Snowhead dels Gorons al nord; Great Bay, llar dels Zora a l'oest; i els erms no morts del Ikana Canyon «Canyó d'Ikana» a l'est. La seva capital, Clock Town, es troba al centre.[76]
- The Twilight Realm (影の世界, Kage no Sekai) («Regne del Crepuscle») és un món paral·lel a Hyrule que apareix a Twilight Princess. És un lloc més fosc i ombrívol que està habitat pels Twili. En el joc, l'antagonista Zant enderroca Midna per guanyar poder sobre el Regne del Crepuscle i transforma els Twili en Shadow Beasts («Bèsties Ombrívoles»). En Link i la Midna treballen junts per netejar el crepuscle d'Hyrule i derrotar en Zant.[81][82]
- El World of the Ocean King («Món del Rei de l'Oceà») és l'escenari de Phantom Hourglass. El joc té lloc després dels esdeveniments de The Wind Waker i el seu món és semblant al Mar Gran amb diverses illes situades a l'oceà.[76]

## Personatges
Tot i que la majoria dels jocs de la sèrie tenen lloc amb segles de diferència, The Legend of Zelda sol comptar amb molts personatges recurrents. El protagonista silenciós Link i la princesa Zelda són reencarnats a la majoria de jocs de Zelda, mentre que la força antagònica Ganon (l'enemic final de la majoria dels jocs Zelda), nascut del mal primordial "Demise", torna repetidament també en una nova forma. Altres figures que reapareixen a la sèrie inclouen el cuidador de Zelda Impa i l'home obsessionat per les fades Tingle. En molts jocs de Zelda, Link obté un cavall anomenat Epona.
En els jocs de Zelda, l'enllaç sovint s'acompanya d'un company, començant per Navi a The Ocarina of Time. Personatges com Navi, Midna i Fi fan una funció de tutorial o d'ajuda als seus respectius jocs i comenten els esdeveniments a mesura que es desenvolupen a la història. El repartiment secundari de Breath of the Wild, amb personatges com Mipha, Princep Sidon i Urbosa, ha demostrat ser especialment popular entre els fans de la sèrie.

## Races
En l'univers fictici de The Legend of Zelda de Shigeru Miyamoto, existeixen diverses races fictícies creades per les tres Goodness de la Triforce creadores del món d'Hyrule i de moltes altres terres. Cadascuna d'aquestes races posseeixen diferents qualitats que les diferencien entre d'altres. Algunes han desenrolat diferents poders màgics que les fan úniques, com és l'exemple dels Hylian. Altres, com les Gerudo s'independinzaren de la societat de la Royal House de la Royal Family of Hyrule, i s'instal·laren al marge d'aquesta. I altres com els Twili, desafiaren a les Deesses amb la seva màgia i intentaren apoderar-se de la Reliquia Sagrada, foren desterrats al limbe, el «Regne del Crepuscle».
- Els Robots Antics són una raça mecànica prehistòrica que apareix a Skyward Sword. EnLink els troba a la tercera àrea del joc, al Desert de Lanayru. Van ser creats pel Drac del Tro Lanayru, però la seva terra finalment es va convertir en un desert àrid mentre es van rovellar. Utilitzant una pedra Timeshift per canviar el present al passat, es poden reviure. Tot i que els dissenyadors van expressar la seva preocupació per incloure tecnologia avançada a Skyward Sword, van decidir que no semblaven fora de lloc amb un disseny "més suau" per assemblar-se a figures antigues d'argila de la història japonesa, més adequat a la fantasia.[91]
- Els Dracs són una raça recurrent que solen aparèixer com a guardians benèvols o enemics poderosos. A Ocarina of Time, en Link ha de matar en Volvagia, un enemic final de drac al «Temple del Foc».[92] A The Wind Waker, l'«Esperit del Cel Valoo» actua com el drac semblant a un déu i la deïtat patrona de la tribu Rito.[93] Quan en Link arriba a Dragon Roost Island, derrota un enemic final anomenat Gohma fent malbé la cua d'en Valoo.[94] A Twilight Princess, en Link es troba amb el drac Argorok, que és l'enemic final de la «Ciutat al Cel».[94] A Skyward Sword, en Link és ajudat per tres dracs anomenats Faron, Eldin i Lanayru, que guarden les tres regions de la Superfície.[95] A Breath of the Wild i Tears of the Kingdom, els tres dracs Dinraal, (オルドラ, Orudora) Naydra, (ネルドラ, Nerudora) i Farosh (フロドラ, Furudora) es poden trobar a diversos llocs de Hyrule.[96]
- Les Divinitats o Goodness són les criatures més fortes, poderoses i importants al món de The Legend of Zelda, i s'anoten per crear el món d'Hyrule i tots els regnes que té. En general, les divinitats es poden dividir en Gods (Déus) i Spirits (Esperits).[97] Els Déus inclouen les Tres Goodness (Deesses), Din, Nayru i Farore, que creaven Hyrule, la seva física i els seus habitants. És desconegut d'on venien i per quant temps han existit. Se'ls descriu normalment com tres dones boniques amb poder que s'acosta a l'omnipotència, però es representen a vegades diferentment. Les anomenen més sovint a com deesses, tanmateix "déus" també és utilitzat, normalment com a nom col·lectiu. Uns altres déus i deesses s'esmenten dins dels jocs: L'Ocarina of Time també es refereix a una "Deessa de la Sorra" que las Gerudo venerava, Majora's Mask descriu una "Deessa de Temps" com déu, així com esmentant als Four Giants (Quatre Gegants). A The Wind Waker, el títol "Deessa de Fortuna" s'utilitza per referir-se a una certa Great Fairy (Gran Fada), i n'hi ha també dos Déus del Vent, Cyclos i Zephos. En Twilight Princess, l'antagonista Zant es va referir a Ganondorf com el seu Déu. Això sembla que impliqui que el títol "Déu" és donat degut a referir-se a un ésser poderós més que a causa d'un panteó dogmàtic. També en Twilight Princess, quant Link recuperar els dos Soledoine del Palace of Twilight, i la llum dels Taiyo s'uní amb la Master Sword, Midna digué que això era degut al fet que els Déus del Twilight Realm estaven de part seva i volien que Zant fos derrotat. Les Deesses Daurades semblen que es retirin principalment dels afers de Hyrule, només responent a oracions invocades per la Triforce o fetes pels Sages. Algunes de les seves respostes inclouen inundar Hyrule i restaurar la Master Sword.[97]. Algunes de les divinities notables es poden trobar: Din, Nayru, Farore i Light Spirits.[97]
- Els Deku, són els fillols del Great Deku Tree juntament amb els Kokiri i solen habitar en els boscos d'Hyrule, el Kokiri Forest i els Lost Woods. Són una raça hominoide vegetal. Físicament tot el seu cos és el d'un vegetal parlant que sembla fusta. Són de mida mitjana, amb fulles al cap en comptes de cabells i la seva boca posseeix forma de trompeta (molt similar als Octoroks). Els ulls són molt brillants i grossos, i generalment tenen dues mans (la gran majoria de l'espècie) i dues cames. No mantenen cap contacte amb el foc, ja que aquest el seu màxim punt feble. Diuen les llegendes (segons el joc Four Sword Adventures), que si qualsevol persona es perdés en els Lost Woods es convertiria inevitablement en un Deku.[89] En el joc The Legend of Zelda: Majora's Mask, Skullkid controlat per la Majora's Mask converteix en Link en un Deku. Inicialment en el joc Link amb la seva norma forma ha de recuperar l'Ocarina of Time per poder recuperar la seva forma original. Però haurà d'adaptar-se a la seva nova forma amb èxit si vol recuperar-la. Un cop recuperada l'Ocarina, el misteriós botiguer de màscares el Happy Mask Salesman, li atorgà la Song of Healing (Cançó de la Curació) per trencar la maledicció d'en Link, fent que aquest obtingués la Deku Mask, qui li atorgaria el poder de transformar-se en Deku a voluntat.[jocs 1] Alguns dels Deku notables es poden trobar: Deku Princess i Deku King.

- Les Fades són criatures màgiques que apareixen com a humanoides petits i alats sovint enfosquits per la llum. Les fades solen ser tímides i es poden trobar amagats en molts llocs d'Hyrule. Sovint es troben a les fonts de fades. A la majoria de jocs de la sèrie, les fades curen en Link si aconsegueix atrapar-ne una i també pot posar-les en ampolles buides perquè el curin més tard. Si en Link mor mentre té una fada embotellada en el seu poder, la fada el ressuscitarà automàticament. Les grans fades són fades poderoses i d'alt rang que utilitzen la seva màgia per encantar els objectes d'en Link en versions més poderoses.[98] A Ocarina of Time, els Kokiri formen una relació simbiòtica amb les seves fades guardianes, que actuen com a companyes i mentores constants. Una d'ells és Navi, que serveix com a companya d'en Link i l'ajuda a conèixer el món fora del bosc de Kokiri.[99]

Emblema de Gerudo

- Les Gerudo eren unes poderes individues que habitaven l'oest al marge d'Hyrule i que havien estat entrenades en l'art de la guerra. Aquestes habiten a la «Vall Gerudo», un localitat desèrtica situada a l'oest d'Hyrule. Les seves característiques físiques són les següents: tenen la pell morena, cabell pèl-roig i ulls daurats i a diferència d'altres races no tenen les orelles puntegudes, com és el cas dels seus parents hominoides: els nobles i místics Hylian, i les quasi extintes Sheikah.[89] Segons a les Gossip Stones (Pedres Xafarderes) del videojoc The Legend of Zelda: Ocarina of Time, les Gerudo, per reproduir-se, i per la supervivència de la seva raça, "assaltaven" a homes Hylian en la ciutadella del Hyrule's Castle.[jocs 2] Molt temps després, les Gerudo abandonaren el desert per ser acusades de males persones a causa de Ganondorf, i queden com a únic record de la seva existència el nom del desert, fet que es podria interpretar-se en el videojoc de The Legend of Zelda: Twilight Princess.[jocs 3] D'aquesta raça en destaquen diversos personatges importants en la franquícia com el malvat antagonista de la sèrie Ganondorf, el King of Evil, Nabooru, la Spirit Sage, i les terribles bruixes Koume i Kotake, les mares adoptives d'en Ganon. Com que els homes no estan permesos a Gerudo Town, en Link s'ha de transvestir com a dona per entrar.[100] Alguns dels Gerudo notables es poden trobar: Ganondorf, Twinrova i Nabooru.
- Els Goron, per norma general, són una espècie pacífica i amistosa que utilitzen la major part del temps excavant o en busca de roques, la seva principal font alimentària.[101] Són capaços de moure's veloçment doblant el seu cos fins a convertir-se en una bola, però prefereixen asseure's entorn del foc i ballar i cantar alegrement. Hyrule, Termina i Labrynna compten amb assentaments Goron molt avançats. El Líder d'aquesta raça en Hyrule d'Ocarina of Time, és Darunia, un Goron molt preocupat pels seus súbdits, al que l'hi encanten les festes i ballar i que considera tant al King d'Hyrule[jocs 4] com a Link,[jocs 5] com els seus "Sworn Brothers (Germans Lleials)" (Tant és així que Darunia l'hi nombra "Link" de nom al seu propi fill). Darunia és elegit per les Deesses com a Fire Sage.[89] En Tèrmina, Darmani fou el líder de l'espècie fins a la seva defunció. Link, això no obstant, manté el seu esperit viu gràcies a la Goron Mask. En The Legend of Zelda: The Wind Waker, només uns pocs Goron varen sobreviure a la Great Inundation d'Hyrule. Els pocs que quedaren es dedicaren a la comercialització, ocultant-se sempre baix robes i barrets per passar desapercebuts. Alguns dels Goron notables es poden trobar: Darunia, Darmani i Darbus.
- Wind Tribe (Tribu dels Vents) és un grup d'humanoides que viuen dins de la Tower of Winds (Torre dels Vents) en la Cloud Tops (Part Superior dels Núvols), així com vigilant el Palace of Winds (Palau dels Vents) a The Minish Cap. Solien poblar les Wind Ruins (Ruïnes del Vent), però passaven a la Cloud Tops per evitar els problemes creixents en la superfície. Afirmen ser molt especialitzat a trobar Kinstones, i de fet tenen més que ells poden tractar amb aquests. Poden utilitzar el vent per viatjar, no necessitant res com les necessitats Link de paracaigudes, i també cal dir que utilitzen el seu poders obre el vent per sostenir suport a la seva torre. Aquesta gent sembla que hagi estat més tard expulsada per Vaati, ja que se'l veu vivint al Palace of Winds a Four Swords i a Four Swords Adventures.[89]

- Els nobles Hylian (ハイリア族, Hairia-zoku)[jocs 6] la raça més abundant del bell Regne d'Hyrule, en la qual van establir una civilització organitzada semblant a la de l'Europa medieval.[102][40] En les més recents entregues de la sèrie, es varen presentar diferents espècies que compartien el regne amb ells, i que en la seva majoria, l'hi són lleials: els Goron, els Zora, els Kokiri i els quasi extints Sheikah (no s'inclouen en aquesta enumeració a les Gerudo, car aquestes no pertanyen al Regne d'Hyrule. Tanmateix, és una altra de les races fictícies de The Legend of Zelda). També són els més poderosos degut als seus poders místics.[103] La trama dels videojocs es desenrolen al marge de les llegendes Hylian i Sheikah, en les quals l'element principal sol ser una Relíquia Sagrada, anomenada Triforça, en la qual resideix el poder de les Deesses que varen crear el món: Din, Nayru i Farore, i que fou dipositada al Sacred Realm. La Triforce adornada amb unes ales de Fènix, representa l'emblema de la Royal Family of Hyrule. Un altre element són les llegendes en què apareixerà l'Heroi sempre que el mal (Ganondorf), torni a ressorgir. Aquest Heroi és representat pel Hylian Link (hi ha hagut molts Links arreu de la saga), protagonista que l'usuari ha de controlar. A causa dels atacs repetits dels enemics, com Ganon, existeixen grans exèrcits hylians per protegir el regne d'Hyrule.[104] Alguns dels Hylian notables es poden trobar: Link, Zelda i Daphnes Nohansen Hyrule.

Emblema dels Kokiri

- Els Kokiri són una raça de nens que habiten els Kokiri Forests, al sud d'Hyrule presentada en Ocarina of Time, protegits i cuidats per la protecció del Venerable Great Deku Tree.[jocs 7] Aquests nens mai creixen i absolutament tenen prohibit abandonar el seu bosc, ja que si lo fessin moririen perdudament. Són personatges pacífics que sempre intenten divertir-se i ser feliços, sense cap preocupació. De fet aquests varen ser els únics que no varen participar en la War of Creation of Hyrule, en què totes les races varen lluitar entre elles, menys els Kokiri).[89] Els Kokiri més destacables e importants serien Saria, la millor amiga de Link (i de fet l'única de la raça Kokiri de Link), la futura Forest Sage rescatada per l'Hero of Time en el futur d'aquest, i Mido, Líder dels Kokiri, que tractava Link amb mala correspondència pel fet que aquest no posseeís la seva fada guardiana (es podia considerar com a racisme). No s'inclou en aquesta numeració a Link, car ell no era un Kokiri, sinó un Hylian.[89] Alguns dels Kokiri notables es poden trobar: Saria i Mido.[105]
- Els Koroks (コログ, Korogu) són éssers semblants a plantes que van aparèixer per primera vegada a The Wind Waker. Es diu que es van transformar dels Kokiri després del Gran Diluvi.[106] Són petites criatures amb cossos semblants a la fusta i màscares fetes de fulles. Són molt lleugers, la qual cosa els permet viatjar utilitzant brots com a hèlixs. Surten de casa seva, el "Forest Haven", per plantar llavors del Gran Arbre Deku a tot el món, i tornen un cop l'any per fer una cerimònia i obtenir més llavors. A Breath of the Wild, els Koroks es poden trobar per tot Hyrule i les seves llavors es poden intercanviar amb Hestu, un Korok gran, per espais d'inventari d'armes. Els koroks són difícils de trobar, tot i ser tan nombrosos i estan millor protegits al bosc de Korok, un lloc amagat al Bosc Perdut.[107]
- Els Oocca (Uca en la versió espanyola del joc) són una nova raça descoberta en el joc The Legend of Zelda: Twilight Princess. Tenen característiques gallinesques i hominoides. La seva mida és relativament petita i tenen un gran cap humà i cos de gallina. Les seves plomes són daurades i el seu idioma és estrany i empra diferents sons d'ocells (més aviat gallines). Segons les antigues llegendes d'Hyrule, els Oocca van crear els Hylian i després van construir una ciutat al cel on van viure per moltes generacions sense perdre contacte amb la Royal Family d'Hyrule. En els jocs anteriors els Hylian eren considerats els éssers més propers a les Deesses Din, Farore i Nayru. Tanmateix, amb aquest nou joc es donen més antecedents col·locant-los per sota dels Oocca en prop de les deesses. En el joc, el major expert sobre els Oocca és Shad, qui, seguint els passos del seu pare, aconsegueix desxifrar el llibre dels Oocca que Link n'hi havia portat dit llibre, i que estava reservat, segons diu Impaz (guardiana del Hidden Village) per l'Chosen of the Sky.[89] Ooccoo també ha aparegut en altres jocs de Nintendo, com ara Super Smash Bros. Brawl i Hyrule Warriors.[108] Alguns dels Oocca notables es poden trobar: Oocco i Oocco Jr.
- Els Minish apareixen únicament en The Legend of Zelda: The Minish Cap. Són una raça d'éssers diminuts que habiten en Hyrule. Poden pertànyer a diferents comunitats Minish: la del Bosc, la de la Muntanya o la de la Ciutadella. Explica la llegenda que fa molts anys, quan el món dels homes va estar a punt de submergir-se en les tenebres, aquests petits éssers, els Minish, van baixar del cel per ajudar-los, lliurant-los la llum daurada i una espasa a un dels seus herois. Aquest heroi va vèncer a la foscor i els homes van recuperar la pau i van guardar l'espasa dels Minish com un tresor.[89] Des de llavors, els homes d'Hyrule realitzen una festa en honor dels Minish, realitzant diversos jocs dels quals, qui surti vencedor, podrà tenir l'honor de tocar l'espasa dels Minish que un dia aquests éssers van donar als homes. Es diu també que els Minish únicament poden ser vistos pels homes joves, romanent pràcticament invisibles cap als ulls dels homes adults.[89][109] Alguns dels Oocca notables es poden trobar: Vaati i Ezlo.
- Els Rito (リト) són una raça d'humanoides semblants a aus rapinyaires que van debutar a The Wind Waker. Van evolucionar a partir de l'espècie Zora. En aquest joc, vivien a Dragon Roost Island, una illa al Mar Gran. Tenen un ancià de la tribu i guàrdies elegantment vestits. A The Wind Waker, Rito neix sense ales i, en canvi, ha de visitar el seu guardià, l'Esperit del Cel, Valoo, en una cerimònia de major edat per rebre una de les seves escates, que els permeti créixer ales. Al llarg de la infància d'un jove Rito, se'l diu Fledgling i no vola sense ales. Quan un nen arriba a una certa edat, pot rebre les seves ales després de recuperar una escama del drac Valoo. La majoria de Rito pot volar a una gran distància i volar al seu lloc, però alguns tenen problemes per volar durant llargs períodes. A Breath of the Wild, els Rito resideixen a la regió d'Hebra al nord-oest d'Hyrule i toleren climes freds. Aquests Rito presenten un disseny aviari molt més destacat que inclou ales i són capaços de volar amb corrents ascendents. Els personatges destacats de Rito inclouen Revali, el Campió de Rito, i Kass, un joglar errant que mostra l'apreciació de Rito per la música a través de la cançó.[110]
- Els Sheikah són una raça molt antiga d'hominoides guerrers-ninjes que protegeixen i servien a la Família Reial[jocs 8] del magnífic Regne d'Hyrule, desada els principis en què els primers Kings Hylian governaven dit regne, després dels fets de la Guerra Civil en què els savis Hylian, en preacord de les altres races, governessin Hyrule. Els Sheikah eren molt reservats i misteriosos i difícilment mantenien contactes a més enllà dels Hylian. Habitaven abundantment en Kakariko Village, localitat que ells mateixos varen fundar per preservar-lo.[89] Eren mestres de l'art de camuflatge, i podien aparèixer i desaparèixer a l'instant (compartien misteriosos i estranys poders màgics amb els Hylian). Poc es coneix d'aquesta tribu misteriosa, car pràcticament es varen extingir; de fet l'única supervivent d'aquesta raça és Impa, protectora personal de la Princesa Zelda i fundadora del Shadow Temple en els fets d'Ocarina of Time. Es pot assumir, que físicament els Sheikah sons iguals que els Hylian; tenen les mateixes orelles puntegudes, però amb una sola diferència: tenen els ulls vermells. Per preservar la seva tribu en Ocarina of Time (i per amagar-se de Ganondorf), Impa transmetí els seus coneixements a Zelda, transformant-la en Sheik.[89] A Breath of the Wild, es poden trobar exemples de la tecnologia avançada creada pels Sheikah a les estructures amagades al voltant d'Hyrule i en forma de Sheikah Slate d'en Link.[111] Alguns dels Sheikah notables es poden trobar: Impa, Sheik i Aghanim (especulació).
- Els Twili (derivat de Twilight) (トワイライトの民 Towairaito no Tami) són una nova raça d'éssers ficticis presenta pel videojoc The Legend of Zelda: Twilight Princess. Apareixen a la saga com a criatures grotesques i malvades que serveixen al malvat Zant, el Usurper King (o bé, King of Darkness). Físicament, els Twili són alts i esbelts, d'ulls vermells, de pell negre i blanca, tatuats amb molts estranys símbols místics. Es comunica amb crits i exclamacions inintel·ligibles pel protagonista Link.[112] En el passat, els Twili van ser uns malvats i terribles fetillers que van aprendre a controlar la màgia negra prohibida denominada Fused Shadow, amb les ambicions d'apoderar-se'n de la Relíquia Sagrada, la Triforce Daurada. Però els seus anhels es van veure truncats pels Light Spirits, enviats per les Goodness. Així, els despietats Twili van ser derrotats i segellats amb la seva poderosa i perillosa màgia, al Twilight Realm, una inhòspita dimensió paral·lela, on la llum del sol no existeix i sembla estar sumit en un vespre etern. Utilitzant la seva poderosa màgia donada gràcies al seu pacte amb Ganondorf, el malvat Zant va transformar a la seva gent novament en criatures malvades i venjatives; amb estranyes màscares de pedra i d'un sol ull (Shadow Beast), amb la intenció d'envair les terres Hyrule, recuperant l'antiga ambició de venjança i rancor dels Twili.

Emblema dels Zora

 Fundant-hi la seva civilització en les tenebres, els Twili van esperar ansiosament el moment oportú per venjar-se d'aquells que van gosar tancar-los en l'ombra eterna. Però la Royal Family Twili es va resignar-se a viure en aquell inhòspit regne, i l'agonia i el rancor dels d'arquets va desaparèixer amb els anys de condemna. Fins que va aparèixer Zant, com a tirà del Twilight, després d'haver derrocat a la Princess Midna, la legítima reina dels Twili. Molts Twili van morir a la causa de Zant, però alguns (els que no es van corrompre del tot per Zant), van sobreviure. Alguns dels Twili notables es poden trobar: Midna i Zant.
- Els Zora[jocs 9] són una espècie apacibles d'homes peix. En Ocarina of Time, viuen en un assentament principal en l'anomenat "Domini Zora", en la zona est d'Hyrule, això no obstant, també es poden trobar al Llac Hylia, prop del seu lloc de culte, el Temple de l'Aigua. Generalment, són una raça pacífica (encara que hi ha alguns d'hostils) i lleial a la família reial Hylian. El seu monarca, el rei Zora, és un dirigent tranquil que només desitja el millor pels seus súbdits. La filla d'aquest, la Princesa Ruto, en canvi, és una noieta molt vital, encabotada, presumptuosa i que es té molt creguda la seva posició a la jerarquia Zora. Aquesta vol que Link, l'Heroi del Temps, es converteixi en el seu marit, motiu pel cual li entrega la Pedra Espiritual de l'Aigua, el Safir Zora, com si es tractés d'un símbol de su compromís. Això no obstant, aquesta estava predestinada a esdevenir la Sàvia de l'Aigua. Els Zora són els guardians de la Font Sagrada de què emana l'aigua que plena el Riu Zora (que travessa tot Hyrule fins a arribar al Llac Hylia) en la qual viu la seva deïtat protectora: Lord Jabu Jabu.[89] Als primers videojocs, situats cronològicament a l'últim lloc, hi apareixen uns enemics aquàtics anomenats "Zola", que semblen formar part de la mateixa raça que els zora apareguts en els videojocs posteriors. Aquests enemics Zora tornen a aparèixer com a enemics als dos videojocs de la saga de Nintendo DS, en els quals hom es pot adonar encara més la semblança entre els uns i els altres. És en Oracle of Ages on surten per primera volta ambdós races juntes, i és el rei dels Zora benignes qui conta en Link com els membres de la seua raça que van romandre al costat d'en Lord Jabu Jabu es van separar dels altres, als qui es refereix com "zora de riu". Els Zora acabats de néixer tenen l'aspecte d'un capgròs.[114] Alguns dels Zora notables es poden trobar: Ruto, Rutela, Lartis i Mikau.
- Els Zonai són una raça antiga que apareix a Tears of the Kingdom. Inicialment es refereixen a diverses ruïnes a Breath of the Wild, s'estableixen a Tears of the Kingdom com la tribu que originalment va fundar Hyrule a la història de ficció inicial de la sèrie, amb Rauru sent el primer rei al costat de la seva dona Sonia. Al joc, la tecnologia Zonai és destacada a tot el territori en forma de santuaris, ruïnes, construccions i altres dispositius Zonai. Al llibre Creating a Champion, els Zonai es descriuen com a usuaris de màgia que veneren la Triforça.[115]

## Enemics i enemics finals

### Enemics diversos
En aquesta secció s'enumeren els diferents enemics o monstres de la franquícia The Legend of Zelda. Normalment aquests enemics estan sotmesos a la voluntat de l'antagonista principal, Ganon (també conegut com a Ganondorf), o bé a la d'altres antagonistes principals i importants:
- Deku Scrub: Els Deku Scrub són originalment Deku, però amb la diferència que aquests són molt agressius i malvats (alguns per deslleialtat al Gran Arbre Deku o bé per por a Ganondorf i els seus seguidors).[117]
- Darknut: són uns poderosos i ferotges cavallers, clàssics en la saga.
- Iron Knuckle: són un poderosos i temibles enemics. La seva traducció al català seria Nodals de Ferro.[117]
- Shadow Beast: són uns enemics exclusius al videojoc de Twilight Princess.[117]
- Shadow Kargaroc: apareixen exclusivament a Twilght Princess. Són uns enemics exclusius a l'Hyrule sotmesa al Twilight Realm («Regne del Crepuscle») i al Palace of Twilight («Palau del Crepuscle»).[117]
- Shadow Insect: apareixen al videojoc The Legend of Zelda: Twilight Princess. Són uns malvats insectes gegantins, creats per Zant per absorbir la llum dels Light Spirits un cop han estat derrotats pels Shadow Beasts.[117]
- Shadow Vermin: apareixen a Twilight Princess. Són unes versions dels Shadow Beasts, tot i que molt més petites.
- Stalfos: són uns enemics ficticis clàssics de la saga de videojocs The Legend of Zelda.[117]
- Wizzrobe: Són uns malvats usuaris de la màgia negra que ataquen el protagonista, Link, amb diferents i múltiples atacs màgics.[117]
- Engendres de Zant: Zant Head: és un enemic exclusiu al joc de Twilight Princess, concretament en el penúltim Dungeon, «Palau del Crepuscle». Zant Hand: com en Zant Head, és un enemic exclusiu al videojoc de Twilight Princess, del Dungeon «Palau del Crepuscle».[117]

### Enemics finals
- Agahnim: és un despietat i poderós mag.
- Aarghus: és el sisè Boss del joc, del sisè Dungeon del joc Dungeon, Swamp Palace (Palau del Pantà) de A Link to the Past.[117]
- Armogohma: és la sisena Boss (Enemic final) del Twilight Princess, del sisè Dungeon (Masmorra) del joc, el Temple of Time (Temple dels Temps) de Twilight Princess.[117]
- Armos Knights: són els Bosses de l'Eastern Palace, al Light World (Món de la Llum) del primer Dungeon de A Link to the Past.[117]
- Barinade: és el tercer Boss del videojoc Ocarina of Time.[117]
- Blizzeta: és el Boss de Snowpeak Ruins en Twilight Princess.[117]
- Dark Link: apareix en la franquicia com el costat fosc d'en Link, protagonista de la sèrie.[117]
- Darknut: són uns poderosos cavallers clàssics de la saga.[117]
- Diababa: és el primer Boss de Twilight Princess amb correspondència al Dungeon Forest Temple (Temple del Bosc).[117]
- Fyrus: és el Boss de Goron Mines (Magdoflamoth a la versió japonesa) era originalment Darbus, però es va transformar en el monstre de lava enorme quan estigué en contacte amb un fragment de la Fused Shadow.[117]
- Ganon: (Phantom Ganon): és el quart Boss amb correspondència a la quarta Masmorra, Forest Temple, i un dels Boss més difícils del videojoc d'Ocarina of Time i a The Legend of Zelda: The Wind Waker.[117]
- Puppet Zelda: Princesa Zelda posseïda per Ganon.[117]
- Gohma; Queen Gohma: resulta ser el primer Boss del videojoc The Legend of Zelda: Ocarina of Time, amb correspondència al Dungeon del Inside Deku Tree, la principal autora de la maledicció del venerable Arbre Deku, Senyor del Bosc, i la seva assassina per obra del despietat Ganondorf, per contradicció de l'arbre a no entregar-li la Pedra Espiritual: la Maragda Kokiri.[117] Armogohma: és el sisè Boss (Enemic final) de Twilight Princess, del sisè Dungeon (Masmorra) del joc Temple of Time (Temple dels Temps).[117]
- Helmasaur King: és el cinquè Boss del Palace of Darkness, el quart Dungeon del joc i primera Masmorra del Dark World (Món de la Foscor) de A Link to the Past.[117]
- Iron Knuckle: són uns poderosos i temibles enemics.[117]
- King Bulblin: s'introdueix al joc The Legend of Zelda: Twilight Princess com un dels principals antagonistes de l'argument de la història del videojoc.[117]
- King Dodongo: és el Boss (Enemic Final) de la Caverna Dodongo, la segona Masmorra del joc d'Ocarina of Time, i autor que impedeix a la raça dels Goron alimentar-se de les roques de l'interior de la caverna, enviat per designis del malvat Ganondorf,[118][117]
- Lanmolas: són els Bosses guardians del Palau del Desert (Desert Palace) el segon Dungeon del joc del Light World de A Link to the Past.[117]
- Moldorm: és el tercer Boss del joc, i guardià de la Tower of Hera (Torre de Hera), el tercer Dungeon del Light World de A Link to the Past.[117]
- Morpheel: és el tercer Boss de The Legend of Zelda: Twilight Princess, del tercer Dungeon del videojoc, Lakebed Temple. Aquest monstre conté al seu interior un dels fragments de la Fused Shadow, l'artefacte Twili custodiat pel Light Spirits.[117]
- Mothula: és el setè Boss del joc de la setena Masmorra (Dungenon), els Skull Woods (Boscos dels Esquelets) del Dark World de A Link to the Past.[117]
- Onox: és el principal antagonista de The Legend of Zelda: Oracle of Seasons, així com de la sèrie Oracle, de la franquícia The Legend of Zelda, de la companyia Nintendo.[117]
- Shadow Beast: són uns enemics exclusius en el videojoc de The Legend of Zelda: Twilight Princess.[117]
- Shadow Bloat: apareix el videojoc de Twilight Princess. És el Mini-Boss final del Lake Hylia sota la llum del Twilight Realm («Regne del Crepuscle»).[117]
- Shadow Kargaroc: són enemics exclusius del videojoc Twilight Princess. Són uns ocells negres gegantins sense cap.[117]
- Stalfos: són uns enemics ficticis clàssics de la saga de videojocs The Legend of Zelda. Han aparegut a cada Zelda dins la data i sempre han pres la forma d'esquelets immortals.[117]
- Stallord: és el quart Boss del videojoc The Legend of Zelda: Twilight Princess al quart Dungeon del joc, Arbiter's Ground.[117]
- Twinrova: són les despietades bruixes guardianes del santuari sagrat Gerudo, el Temple de l'Esperit situat al Colós del Desert, al Desert Encantat.[112]
- Vaati: és un malvat i poderós fetiller.[89]
- Volvagia: és el cinquè boss del joc The Legend of Zelda: Ocarina of Time, situat al «Temple del foc», a la «Muntanya de la Mort».[117]
- Wizzrobe: són uns poderosos fetillers en The Legend of Zelda.[117]
- Zant: Phantom Zant: és una versió verda fantasmal (o simplement un holograma) creada pel mateix Zant.[119]

## Rebuda
Al seu número de gener de 2010, Nintendo Power va enumerar Hyrule com una de les millors ubicacions de Nintendo, citant la gran quantitat d'àrees per explorar, així com fer referència a les primeres experiències dels jugadors amb el Bosc Perdut i la Muntanya de la Mort com a moments més destacats de les aventures dels jugadors. Steve Watts de GameSpot va elogiar el món del joc original, comentant que, tot i que és minimalista, "transmet la sensació d'anar a una gran aventura pel desert, i la manca de bloqueigs que definiria posteriorment els jocs de Zelda fa que el món se sent molt més expansiu i misteriós". Yannick LeJacq de Kotaku va comentar que "Hyrule és un dels escenaris més icònics de la història dels videojocs. Els jugadors de The Legend of Zelda l'han estudiat d'una manera o altra des de fa gairebé 30 anys".
Jeremy Parish de Polygon va remarcar l'impacte que Hyrule i la seva peça central del Camp d'Hyrule van tenir en els jugadors a Ocarina of Time. Va comentar: "Els mons de joc obert existien abans d′Ocarina of Time. I, de veritat, la rendició d′Ocarina d'Hyrule ni tan sols és tan obert. Però el joc va explorar la relació entre els seus entorns, la perspectiva 3D de la càmera i el lloc d'en Link en tot això per crear un regne que semblés molt més com una ubicació real que els mons de joc que havien vingut abans". Destructoid també va assenyalar l'impacte d'Hyrule a Ocarina of Time, dient que "no hi havia res més semblant abans de 1998" i va continuar: "Lo fantàstic d'Hyrule és que sincerament puc veure un lloc com aquest existent al nostre món. No és només un lloc fantàstic i cridaner com el trobaríeu a l'univers d′Star Wars. Està pensat per semblar-se al món real, i Miyamoto va aconseguir aquest objectiu d'una manera que ningú no hauria esperat sense veure-ho el primer".
El món obert d'Hyrule a Breath of the Wild ha rebut elogis pel seu disseny. Noelle Warner de Destructoid va classificar tots els assentaments a Breath of the Wild i va escollir el Poble Tarrey com la ubicació preferida, perquè els jugadors l'han de construir des de zero, convertint-la en una de les missions secundaries més llargues de el joc. Kate Gray, escrivint per The Guardian, va quedar impressionat per la bellesa i la gran escala del món del joc, assenyalant que "els verds de les planes obertes contrasten amb el negre fosc de la Muntanya de la Mort, que està vetat de lava taronja a l'horitzó llunyà". També va comentar sobre "la gamma de tècniques silencioses i intel·ligents dissenyades per ajudar els jugadors a navegar per l'entorn". Andrew Webster de The Verge va respondre positivament a la grandiositat del món obert massiu del joc: "L'escala podria haver estat descoratjadora, però l'alegria del descobriment i la satisfacció que prové de trobar el teu propi camí fan que sigui acollidor".
L'editor principal Caty McCarthy de USgamer va classificar el mapa del joc de A Link to the Past com el millor mapa de videojocs, descrivint-lo com un disseny del món "perfecte" pel que fa a la forma en què s'integra amb el joc. IGN va classificar Hyrule com el sisè món de jocs més gran, comentant que "pocs mons de joc aconsegueixen deixar una impressió tan indeleble en el subconscient del joc col·lectiu com la que té Zelda. Només per això s'hi classifica com un dels millors i més complets mons realitzats en tots els jocs". El 2021, Evan Narcisse de Kotaku va classificar Hyrule com un dels mons de ciència-ficció i fantasia més rics dels videojocs.

## Influència i llegat
Des del llançament del joc original The Legend of Zelda, els crítics han comentat la influència i el llegat de l'univers The Legend of Zelda en la indústria del joc. Ozzie Mejia de Shacknews va destacar la importància del The Legend of Zelda original: "Abans dels mons oberts d'un World of Warcraft, un Grand Theft Auto, o un Skyrim, hi havia la terra intimidant d'Hyrule. The Legend of Zelda ha fet més que donar forma a la sèrie tal com es coneix a l'actualitat i és conegut per influir en molts dels millors jocs actuals, així com la seva fórmula ha inspirat molts dels desenvolupadors de jocs més reconeguts, tant a l'espai principal com a l'espai independent". Liz Finnegan per a The Escapist va comentar la influència del joc original en el gènere RPG, particularment el seu món obert no lineal, i va opinar que el disseny de "Zelda va inspirar molts altres títols per adoptar l'híbrida acció-aventura-exploració amb una perspectiva de dalt a baix i un món expansiu i cohesionat. Aquests jocs fa temps que s'han batejat informalment "clons de Zelda". Christian Donlan d′Eurogamer va assenyalar la semblança i la influència que Hyrule va tenir a Dark Souls, comparant ambdós regnes: "A la The Legend of Zelda original, però, Hyrule se sent, bé, una mica més com Lordran: un lloc de terra erm, sec i escarpat i ple d'horribles criatures que surten de la sorra o es mouen a salts sorprenents". El joc original va ser un èxit comercial fenomenal per a Nintendo, venent més de 6,5 milions de còpies, i ha estat descrit per molts crítics com un dels videojocs més grans de tots els temps.
Nadia Oxford de USGamer va comentar la importància d′Ocarina of Time i va considerar que era "una obra genial de disseny de jocs". Va dir que "va portar la sèrie tradicionalment de dalt a baix a un regne totalment 3D alhora que va preservar amb èxit el cor i l'ànima dels jocs anteriors de Zelda. La seva mecànica d'"orientació Z" va perfeccionar els maldestres sistemes d'orientació automàtica que van fer els jocs 3D de consola del moment se sentin inferiors als jocs d'acció en 3D a l'ordinador. Finalment, va presentar una història sobre la curació d'un món trencat". Heather Alexandra, escrivint per a Kotaku, va comentar sobre l'impacte del llançament del joc: "Hi ha hagut innombrables jocs de món obert des de 1998, però Ocarina of Time va ser el moment en què el concepte de mons massius i interconnectats van començar a cristal·litzar realment". Keza MacDonald de The Guardian també va comentar la influència d′Ocarina of Time, assenyalant que va ser una de les primeres aventures reals en 3D i que "és eminentment jugable avui en dia perquè moltes de les coses que va inventar es van convertir en estàndard per a qualsevol joc en 3D que vingués després d'això". Tom Power de Gamesradar va opinar que el joc sovint es considera el videojoc més gran a causa de les seves innovacions tecnològiques: "Els problemes que Nintendo va resoldre aleshores han estat influents en tots els gèneres de jocs i, tot i que el reconeixement públic d'aquesta influència és poc sobre el terreny, és difícil no veure Ocarina of Time com un dels pares del joc modern".
En els mesos posteriors al llançament de Breath of the Wild el 2017, molts desenvolupadors de videojocs es van veure influenciats pel seu disseny de món obert. Alx Preston, creador de Hyper Light Drifter, va remarcar que "la sensació de llibertat i experimentació és increïblement inspiradora". Adam Saltsman, creador de Canabalt, va comentar la consistència de l'entorn del joc i la capacitat del jugador per experimentar. Rami Ismail de Vlambeer va dir que "cap joc ha fet la verticalitat tan bé com BotW". Sam Byford de The Verge va comentar l'impacte del món obert de Breath of the Wild en la indústria dels videojocs, descrivint-lo com un "enfocament revolucionari del disseny de jocs de món obert". Va citar diversos altres mons de joc posteriors que tenen similituds amb Breath of the Wild, inclosos Genshin Impact, Immortals Fenyx Rising i Horizon Forbidden West. Tant l'equip de desenvolupament de miHoYo de Genshin Impact com Sam Barlow, creador de Telling Lies han citat Breath of the Wild com una important font d'inspiració. El director Hidetaka Miyazaki d′Elden Ring també va dir que estava influenciat pel món obert de Breath of the Wild. En el seu llançament, Breath of the Wild va aconseguir el reconeixement de la crítica i va ser el major èxit comercial de la franquícia i un dels videojocs més venuts, amb 29 milions de còpies venudes per a Nintendo Switch a partir de desembre de 2022 i més d'1,6 milions de còpies per la Wii U.

### Dels jocs
1. ↑  The Legend of Zelda: Majora's Mask, Deku guard: "This is the royal palace of the Deku Kingdom. This is no place for outsiders."
2. ↑  The Legend of Zelda: Ocarina of Time, Gossip Stone: "They say that Gerudos sometimes come to Hyrule Castle Town to look for boyfriends."
3. ↑  The Legend of Zelda: Twilight Princess, Sage: "He was the leader of a band of thieves who invaded Hyrule in the hopes of establishing dominion over the Sacred Realm."
4. ↑  The Legend of Zelda: Ocarina of Time, Darunia: "Has Darunia, the big boss of the Gorons, really lost so much status to be treated like this by his Sworn Brother, the King?"
5. ↑  The Legend of Zelda: Ocarina of Time, Darunia: "How's about you and I become Sworn Brothers?!" […] Brother! You'll keep brushing up on your skills as you travel, won't you? […] Hey, everybody! Let's see off our Brother!"
6. ↑  The manual provided with the American remake of A Link to the Past for the Game Boy Advance does not mention the Hylia at all, instead focusing on the history of the Triforce and the events immediately precipitating the game.
7. ↑  The Legend of Zelda: Ocarina of Time, Kokiri boy: "The Great Deku Tree said that if a Kokiri leaves the woods, he or she will die!"
8. ↑  The Legend of Zelda: Ocarina of Time, old man: "Have you heard the legend of the "Shadow Folk"? They are the Sheikah...the shadows of the Hylians. They say they swore allegiance to the King of Hyrule and guarded the Royal Family."
9. ↑  [enllaç sense format] http://www.zelda.com/universe/pedia/z.jsp Arxivat 2009-02-26 a Wayback Machine.: "Zola is the name given to any female Zora who turns against Hylians and chooses to live a life of violence. They normally hide underwater, then spit fireballs at anyone who walks by."